# Горланов Кін Миколайович
Кін Миколайович Горланов (9 січня 1924 — 6 квітня 1998) — радянський військовик, в роки Другої світової війни — навідник гармати 135-го окремого винищувально-протитанкового артилерійського дивізіону 273-ї стрілецької дивізії 6-ї армії, сержант. Повний кавалер ордена Слави.

## Життєпис
Народився в Одесі, в родині робітника. До початку німецько-радянської війни мешкав у селищі радгоспу імені Леніна, нині Кербулацького району Алматинської області Казахстану. Закінчив 10 класів.
До лав РСЧА призваний 8 вересня 1942 року Гвардійським РВК Алма-Атинської області. У діючій армії — з липня 1943 року. Воював на Брянському, Білоруському та 1-му Українському фронтах.
27 липня 1944 року під час форсування річки Західний Буг своїм відмінним наведенням знищив 2 кулемети, 1 бліндаж, 50-мм протитанкову гармату, 2 спостережних пункти і до 15 солдатів супротивника.
11 вересня 1944 року у боях по утриманню Дороткінського плацдарму на лівому березі річки Вісла після двогодинної артпідготовки ворог пішов у контратаку при підтримці танків. Викотивши гармату з укриття, влучним наведенням знищив 1 танк, відбивши за день 7 контратак супротивника. Протягом наступних двох днів, підтримуючи піхоту, відбив ще 8 контратак супротивника, підбивши при цьому ще 2 танки, а також знищивши 3 кулемети, 3 гармати, 2 бліндажі і до взводу ворожої піхоти.
Протягом 22—24 лютого 1945 року у боях за місто Бреслау активно підтримував радянську піхоту, що наступала. Влучним вогнем знищив 3 кулемети з обслугою, 2 спостережних пункти, 2 протитанкові рушниці, 1 танк і до 20 солдатів і офіцерів супротивника.
Після закінчення війни продовжив військову службу. 1947 року закінчив Харківське військове авіаційне училище зв'язку, а у 1959 році — Військово-повітряну інженерну академію імені М. Є. Жуковського. Член КПРС з 1953 року. 1976 року полковник К. М. Горланов вийшов у запас.
Мешкав у Москві, працював інженером на заводі «Пластик».

## Нагороди
Нагороджений орденами Вітчизняної війни 1-го ступеня (11.03.1985), Червоної Зірки, Слави 1-го (27.06.1945), 2-го (17.11.1944) та 3-го (08.08.1944) ступенів і медалями.